# NGC 5779
NGC 5779 је спирална галаксија у сазвежђу Змај која се налази на NGC листи објеката дубоког неба.
Деклинација објекта је + 55° 54' 0" а ректасцензија 14h 52m 9,4s. Привидна величина (магнитуда) објекта NGC 5779 износи 15,2 а фотографска магнитуда 16,0. NGC 5779 је још познат и под ознакама MCG 9-24-48, CGCG 273-31, NPM1G +56.0187, PGC 53090.